# Eenheids-pluralislijn

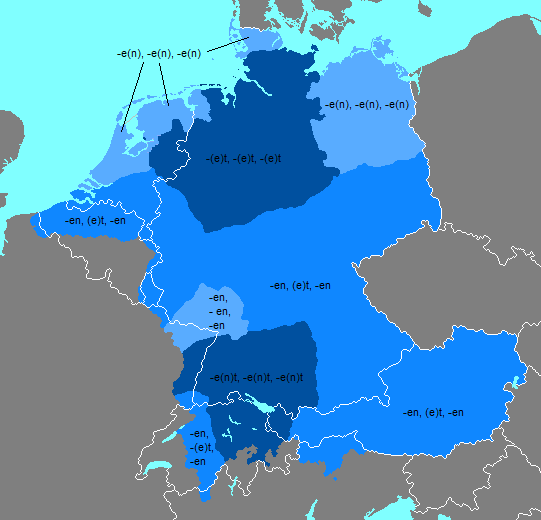
Vervoegingen van de meervoud werkwoordsvormen in het Continentaal West-Germaans

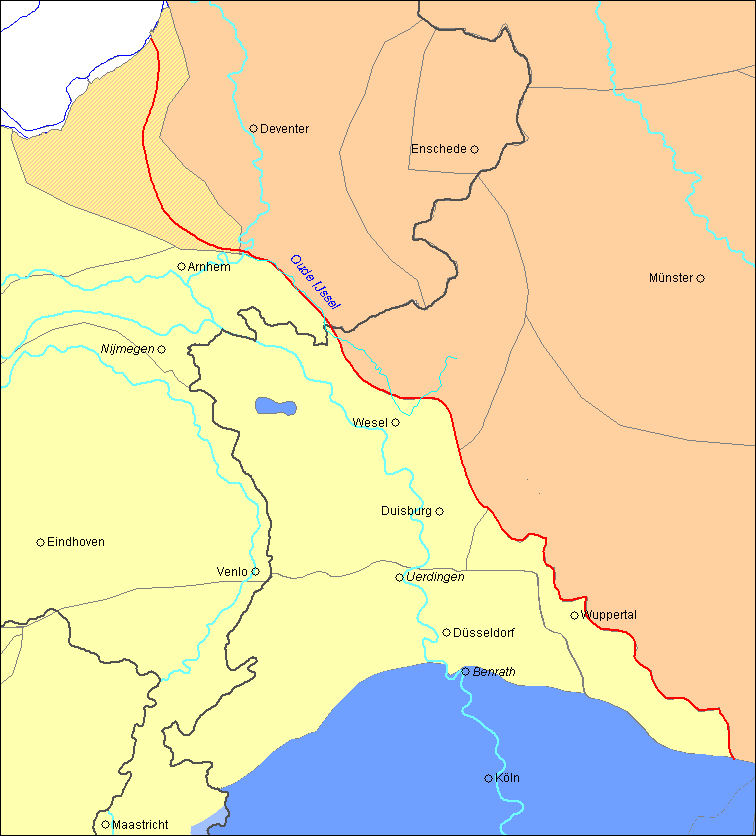
Verloop van de Eenheids-pluralislijn (Rood)
Oranje: Nedersaksisch
Goud: Veluws
Geel: Nederfrankisch
Blauw: Middelduits

De eenheids-pluralislijn, ook wel genoemd Rijn-IJssellinie, geldt als isoglosse (scheidingslijn) tussen het Duitse Midden-Rijnlands en Nederrijns enerzijds en het Westfaals anderzijds. Zij vormt de dialectgrens tussen het Nedersaksisch en het Nederfrankisch, zowel in Nederland (langs de IJssel), als in Duitsland (langs de Rijn).
In het Midden-Rijnlands en Nederrijns, evenals in het Standaardnederlands en Standaardduits, vinden we twee verschillende werkwoordsvormen bij de onvoltooid tegenwoordige tijd meervoud:
(1e persoon) wij maken / „wir machen“; (2e en 3e persoon) jullie / zij maken, „ihr macht“, „sie machen“.
Oorspronkelijk kennen het Nedersaksisch en Westfaals daarentegen één enkele vorm voor het meervoud: „wi maakt / maket“, „gi maakt / maket“, „si maakt /maket“. In de noordelijke Nederlandse dialecten is dit in de genoemde gevallen altijd -n. In het Gronings is het ik maak, doe maakst, hai maakt, wie maakn, joe maakn, sai maakn.
In het Westfaals vinden we deze uitgang -en bij de conjunctief.

## Standaardnederlands
Het Standaardnederlands heeft een enkele vorm voor het hele meervoud, maar dit was vroeger niet het geval. Het Middelnederlands kende nog het persoonlijk voornaamwoord du voor de tweede persoon enkelvoud, en de meervoudsvorm was gi (nu gij), met in Holland de variant ji (nu jij). Het Middelnederlands had twee meervoudsvormen, wi maken en si maken enerzijds en gi maect anderzijds, en viel dus ten zuiden van de eenheids-pluralislijn.
Het woord gi werd echter gaandeweg steeds meer als beleefdheidsvorm voor het enkelvoud gebruikt, wat in veel Middelnederlandse teksten te zien is. Gi maect was op dat moment in betekenis nog vergelijkbaar met het huidige u maakt, en kon als beleefde vorm nog voor zowel één als meerdere personen gebruikt worden. Uiteindelijk heeft het die taak volledig overgenomen, en is het woord du in de meeste dialecten helemaal verdwenen. Het woord gi bleef toen over als de enige tweedepersoonsvorm, en was niet langer een beleefdheidsvorm maar de "gewone" vorm om een ander aan te spreken. Deze situatie is in de zuidelijke dialecten tot op heden behouden.
Om toch een onderscheid te maken tussen enkelvoud en meervoud werd het in de Vroegnieuwnederlandse tijd in sommige dialecten gaandeweg gebruikelijk luyden of lieden achter de meervoudsvorm te zetten. In de Hollandse dialecten met hun variant jij werd dit via jij luyden en jelui ten slotte samengesmolten tot jullie. In het Zuid-Nederlands werden vergelijkbare vormen met gij gevormd, zoals gelle en gijle. De vervoeging met -t, zoals die in het Middelnederlands nog gebruikelijk was voor gi/ji (en nu nog voor gij en jij), werd echter behouden. Naast jij maakt zei men dus eveneens jij luyden maakt, wat later verwerd tot jullie maakt. Naar analogie van de andere meervoudsvormen wij maken en zij maken is uiteindelijk ook jullie maken ontstaan, en heeft het de oudere vorm jullie maakt verdrongen. In veel dialecten is echter de oude uitgang -t nog lang behouden, en in de zuidelijke dialecten is het nog altijd gijle kunt.
Het Nederlands hoort dus historisch gezien bij de taalvarianten met twee (in het Oudnederlands nog drie) vormen voor het meervoud. Had het samensmelten van de drie vormen ook in het Oudnederlands doorgezet, dan had het moderne Nederlandse ofwel wij maakt en zij maakt gehad, of jij maken, waarbij de oude meervoudsvorm jij dezelfde uitgang als de andere twee meervoudsvormen zou hebben.

## Veluws
De eenheids-pluralislijn splitst het Nedersaksische Veluws in Oost-Veluws en West-Veluws. Om deze reden werd het Veluws vroeger ook wel bij het Nederfrankisch ingedeeld. Naast West-Veluws hebben ook Stellingwerfs, Gronings en delen van Salland en Drenthe geen eenheidsmeervoud.